# Hemicycliophoridae
Hemicycliophoridae är en familj av rundmaskar. Hemicycliophoridae ingår i ordningen Tylenchida, klassen Adenophorea, fylumet rundmaskar och riket djur.
Familjen innehåller bara släktet Hemicycliophora.